# Lierse Kempenzonen
Ne pas confondre avec le K Lyra-Lierse Berlaar, porteur du matricule 52 (récupéré de l'ancien KVV Lyra), ni avec le K Lierse SK, porteur du matricule 30 et disparu en 2018, dont le club reprend les installations après sa disparition.
Maillots
Actualités
Dernière mise à jour : 13 août 2018.
Le Lierse Kempenzonen est un club belge de football basé à Lierre dans la Province d'Anvers. Fondé en 1943, il porte le numéro matricule 3970 auprès de l'URBSFA. Ses couleurs sont le jaune et le noir à partir de la saison 2018-2019.
Initialement appelé K. FC Oosterzonen, ce club a changé sa dénomination en Lierse Kempenzonen en juillet 2018, à la suite de son déménagement depuis le hameau d'Oosterwijk dans la commune de Westerlo vers Lierre.
Le club évolue en 2020-2021 en Division 1B.

## Repères historiques
- 1943 : 01/07/1943, fondation de FOOTBALL CLUB OOSTERZONEN OOSTERWIJK.
- 1943 : 20/09/1943, affiliation de FOOTBALL CLUB OOSTERZONEN OOSTERWIJK auprès de l'URBSFA qui lui attribue le matricule 3970.
- 1993 : 09/07/1993, FOOTBALL CLUB OOSTERZONEN OOSTWERWIJK (3970) est reconnu Société Royale et prend le nom de KONINKLIJKE FOOTBALL CLUB OOSTERZONEN OOSTERWIJK (3970) à partir du 01/07/1994.
- 2008 : KONINKLIJKE FOOTBALL CLUB OOSTERZONEN OOSTERWIJK (3970) accède pour la première fois à la plus haute série provinciale anversoise (P1).
- 2009 : KONINKLIJKE FOOTBALL CLUB OOSTERZONEN OOSTERWIJK (3970) accède pour la première fois aux séries nationales du football belge.
- 2013 : KONINKLIJKE FOOTBALL CLUB OOSTERZONEN OOSTERWIJK (3970) accède pour la première fois au 3e niveau national du football belge.

- 2018 : KONINKLIJKE FOOTBALL CLUB OOSTERZONEN OOSTERWIJK (3970) déménage et change sa dénomination pour devenir LIERSE KEMPENZONEN (3970).

## Histoire
Le FC Oosterzonen Oosterwijk est fondé en septembre 1943, s'affilie auprès de l'URBSFA et début son existence au plus bas niveau de l'échelle dans la Province d'Anvers.
C'est en 1975 que le club gravit pour la première fois un échelon et monte en 2e provinciale (P2) (6e niveau de la hiérarchie). Il y joue deux saisons puis est relégué. Dans les années qui suivent, le FCOO effectue quelques aller/retour entre P3 et P2. Mais en 1983, il descend en « P4 » (8e niveau de la hiérarchie).
Le cercle se reprend rapidement et en deux exercices retrouve la P2. Malgré un retour entretemps en P3, il y évolue de nouveau en P2 sans discontinuité de 1990 à 2001, soit pendant onze saisons. Pendant cette période, il est reconnu « Société Royale » pour ses cinquante d'existence ininterrompue. Il adapte son nom en Koninklijke FC Oosterzonen Oosterwijk.
En 2001 et 2002, deux relégations successives renvoient le KFCO en P4. L'avenir ne s'annonce pas trop rose. C'est à ce moment qu'une nouvelle direction se met en place autour des frères Stefan et Herwig van Dessel. Oosterzonen rafle trois titres consécutif et en 2008 accède pour la première fois de son Histoire à la Première provinciale anversoise.
La saison suivante, un nouveau titre amène le club à l'échelon national. Quatre ans plus tard, après un long coude-à-coude avec le K. Excelsior SK Bourg-Léopold, le club est sacré champion en Promotion série C, grâce à une meilleure différence de buts.
En 2013-2014, le KFCO fait ses grands débuts en Division 3.
Au terme de la saison 2017-2018, à la suite de la disparition sur faillite du Lierse SK (matricule 30), le club porteur du matricule 3970 déménage vers le stade Herman Vanderpoorten à Lisp dans la commune de Lierre et change son appellation en Lierse Kempenzonen et adapte ses couleurs qui passent du "Jaune et rouge" au "Jaune et noir". En juin 2018, les promoteurs de ce projet achètent le logo du désormais ex-Lierse SK pour bien souligner l'héritage de l'ancien matricule 30 .
En 2018-2019, pour sa première saison sous la dénomination de Lierse Kempenzonen, le club obtient la 4e place et donc décroche une participation au tour final. Durant celui-ci, c'est l'Excelsior Virton qui se montre intouchable et décroche la montée en D1B.

## Évolution du niveau
Ce club a joué en:
- Séries provinciales: jusqu'en 2009
- Promotion: de 2009 à 2013.
- Division 3: à partir de la saison 2013-2014.

## Anciens Logos

Anciens Logo
ancien logo du K. FC Oosterzonen

## Résultats dans les divisions nationales
Statistiques mises à jour le 3 décembre 2024 (terme de la saison 2023-2024)

### Palmarès
- 1 fois champion de Promotion en 2013

### Bilan
| Niv | Divisions     | Jouées | Titres | TM Up | TM Down |
| --- | ------------- | ------ | ------ | ----- | ------- |
| I   | 1re nationale | 0      | 0      |       |         |
| II  | 2e nationale  | 4      | 0      |       |         |
| III | 3e nationale  | 7      | 0      | 1     |         |
| IV  | 4e nationale  | 4      | 1      | 1     |         |
| V   | 5e nationale  | 0      | 0      |       |         |
|     |               |        |        |       |         |
|     | TOTAUX        | 15     | 1      | 2     | 0       |

- TM Up : test-match pour départager des égalités, ou toutes formes de Barrages ou de Tour final pour une montée éventuelle.
- TM Down : test-match pour départager des égalités, ou toutes formes de Barrages ou de Tour final pour le maintien.

### Classements saison par saison
| Ordre | Saison  | Nom du club                  | Niveau             | Classement final | Remarques         |
| ----- | ------- | ---------------------------- | ------------------ | ---------------- | ----------------- |
| 1     | 2009-10 | K. FC Oosterzonen Oosterwijk | Promotion série B  | 3e/16            |                   |
| 2     | 2010-11 | K. FC Oosterzonen Oosterwijk | Promotion série C  | 3e/16            | Tour final        |
| 3     | 2011-12 | K. FC Oosterzonen Oosterwijk | Promotion série C  | 12e/16           |                   |
| 4     | 2012-13 | K. FC Oosterzonen Oosterwijk | Promotion série C  | 1re/16           | Champion et promu |
| 5     | 2013-14 | K. FC Oosterzonen Oosterwijk | Division 3 série B | 15e/18           |                   |
| 6     | 2014-15 | K. FC Oosterzonen Oosterwijk | Division 3 série B | 9e/18            |                   |
| 7     | 2015-16 | K. FC Oosterzonen Oosterwijk | Division 3 série B | 2e/19            | Promu             |
| 8     | 2016-17 | K. FC Oosterzonen Oosterwijk | Division 1 Amateur | 12e/16           |                   |
| 9     | 2017-18 | K. FC Oosterzonen Oosterwijk | Division 1 Amateur | 12e/16           |                   |
| 10    | 2018-19 | Lierse Kempenzonen           | Division 1 Amateur | 4e/16            | Tour final        |
| 11    | 2019-20 | Lierse Kempenzonen           | Division 1 Amateur | 13e/16           | Promu             |
| 12    | 2020-21 | Lierse Kempenzonen           | Division 1B        | 7e/8             |                   |
| 13    | 2021-22 | Lierse Kempenzonen           | Division 1B        | 5e/8             |                   |
| 14    | 2022-23 | Lierse Kempenzonen           | Division 1B        | 5e/12            |                   |
| 15    | 2023-24 | Lierse Kempenzonen           | Division 1B        | 11e/16           |                   |
| 16    | 2024-25 | Lierse Kempenzonen           | Division 1B        | .../16           |                   |